# Igor Abakoumov
Igor Abakoumov (* 30. Mai 1981 in Berdjansk, Ukrainische SSR) ist ehemaliger belgischer Radrennfahrer ukrainischer Herkunft.

## Werdegang
Er begann seine Karriere 2004 bei dem belgischen Radsportteam Chocolade Jacques-Wincor Nixdorf und gewann die Noord-Nederland Tour. 2005 wechselte er zum Continental Team Jartazi Granville, für das er bei der Tour de l’Ain 2006 eine Etappe gewann. Die Saison 2007 fuhr er bei dem kasachischen ProTeam Astana. Zwischen 2008 und 2010 fuhr er bei kleineren Mannschaften ohne weitere Siege zu erzielen. Nach Ablauf der Saison 2010 beendete er seine internationale Karriere.

## Erfolge
2004
- Noord-Nederland Tour

2006
- eine Etappe Tour de l’Ain